# Oxyrrhexis eurus
Oxyrrhexis eurus là một loài tò vò trong họ Ichneumonidae.